# 야니크 볼라시
야니크 볼라시(Yannick Bolasie, 1989년 5월 24일 리옹 ~ )는 프랑스 출생의 콩고 민주 공화국의 축구 선수로 현재 EFL 챔피언십의 스완지 시티에서 윙어로 뛰고 있으며 2006년부터 프로 생활 대부분을 잉글랜드에서 보냈다.

## 클럽 경력
러쉬던 & 다이아몬즈 유소년팀 출신으로 2006년 잉글랜드 7부 리그 (혹은 8부 리그) 소속팀인 힐링던 보로에 입단한 이후 몰타 프리미어리그의 플로리아나 FC에서 활동했던 2007-08 시즌(리그 4위·최종 5위)과 2019년 벨기에 1부 리그의 RSC 안데를레흐트에서의 임대 생활을 제외하고는 대부분 프로 생활을 잉글랜드에서 보내고 있다.
특히 2012년부터 2016년까지 크리스털 팰리스 소속으로 144경기 13골을 기록하며 2012-13 EFL 챔피언십 플레이오프 우승 및 차기 시즌 1부 리그 승격, 2015년 케이프타운컵 준우승, 2015-16년 잉글랜드 FA컵 준우승 등에 기여했으며 현재까지 프로 통산 420경기 46골을 기록하고 있다.

## 국가대표팀 경력
2013년 3월 24일 콩고 민주 공화국 A대표팀 소속으로 리비아와의 2014년 FIFA 월드컵 아프리카 지역 2차 예선 I조 3차전에서 국제 A매치 데뷔전을 치렀다.
이후 약체인 시에라리온과의 2015년 아프리카 네이션스컵 예선 D조 최종전에서 A매치 데뷔골을 멀티골로 장식하며 팀 통산 17번째 아프리카 네이션스컵 본선행을 이끌었으며 본선에서도 1골을 기록하며 대회 3위의 성적을 이끄는 등 현재까지 A매치 통산 44경기 9골을 기록하고 있다.

## 수상 내역

### 클럽
크리스털 팰리스
- EFL 챔피언십 : 우승 (2012-13)
- 케이프타운컵 : 준우승 (2015)
- 잉글랜드 FA컵 : 준우승 (2015-16)

### 국가대표팀
- 아프리카 네이션스컵 : 3위 (2015)

### 개인
- EFL 챔피언십 올해의 팀 : 2012-13

## 기타
볼라시 플릭이라는 개인기의 창시자이다.